# ربوع (الشعر)

تعديل مصدري - تعديل

ربوع محلة تابعة لقرية اتم، التابعة لعزلة الا ملؤك بمديرية الشعر إحدى مديريات محافظة إب في الجمهورية اليمنية، بلغ تعداد سكانها 36 حسب تعداد اليمن لعام 2004.